# 성보교통
성보교통 주식회사(聖寶交通 株式會社)는 대구광역시의 시내버스 운송 업체이다.

## 개요
- 1979년 11월 20일에 시내버스 운송 면허를 취득하여 한영교통이라는 회사명으로 설립되었고 원래는 수성구 파동에 차고지가 있었다.
- 한영교통 시절 1997년에 사장 등 일부 임원진들이 운송 수익금 횡령과 비자금 조성으로 크게 물의를 빚기도 했다.[2]
- 이 사건 이후 세림교통으로 사명을 바꾸었다가, 2001년에 현재의 대표이사가 취임한 이후 성보교통으로 사명을 변경하였다.
- 2003년 파동 종점 자리에 아파트들이 많이 들어서면서 2003년에 현재의 검단동 경부고속도로 고가 인근으로 이전하였다.
- 2004년에는 차고지 내에 천연 가스 충전소가 설치되어 종합유통단지, 동·서변동 일대를 기점으로 하는 시내버스들의 천연 가스 충전소로 이용되고 있다.[3]
- 주로 대구광역시 북구 칠곡3지구에서 북구 검단동, 달성군 가창면 대일리, 달성군 논공읍 금포리에서 검단동, 북구 검단동 차고지에서 시내를 순환하는 시내버스 노선을 운행하고 있다.
- 극동버스를 인수하여 사명을 바꾼 우성교통을 계열사[4]로 두고 있다가 2010년 10월 16일에 합병하였고, 검단동 차고지로 완전히 통합하였으며 2010년 12월에 일부 차량들 및 323/323-1번의 지분을 경상버스에 모두 넘겼다.
- 동호동 공영차고지에 달구벌버스가 우성교통이 쓰던 자리에 들어가게 되었다.
- 이 회사의 대표이사는 이희욱 前 경상버스 대표이사와 형제 사이로 알려져 있다.
- 2013년 11월 18일 경상버스의 차고지 이전으로 노선트레이드를 통해 618, 719, 동구1번 노선을 경상버스에 넘겼으며, 경상버스가 운행하던 623번을 넘겨받아 운행하고 있다.
- 2025년에 현 차고지 자리가 금호워터폴리스공영차고지로 변경되면서 수소 충전소도 추가하여 운영하고 있다.

## 차량
- 현대자동차: 뉴 슈퍼 에어로시티, 저상 뉴 슈퍼 에어로시티, 일렉시티 FCEV

## 차고지
- 대구광역시 북구 검단순환로5길 11 (검단동 1883)

## 노선
| 노선번호  | 운행경로 기점 ↔ 중간경유지 ↔ 종점    | 운행경로 기점 ↔ 중간경유지 ↔ 종점 | 운행경로 기점 ↔ 중간경유지 ↔ 종점       | 운행대수    | 비고                                                              |
| --------- | ------------------------------------ | --------------------------------- | --------------------------------------- | ----------- | ----------------------------------------------------------------- |
| 급행2번   | 북구 동호동 영진교통 차고지          | 중구 덕산동 반월당역              | 달성군 가창면 냉천리 냉천전원음식점지구 | 9           | 영진교통 공배                                                     |
| 순환2번   | 북구 검단동 금호워터폴리스공영차고지 | 동구 신암4동 동대구역             | 북구 검단동 금호워터폴리스공영차고지    | 12 (저상 5) | 단독운행                                                          |
| 순환2-1번 | 북구 검단동 금호워터폴리스공영차고지 | 동구 신암4동 동대구역             | 북구 검단동 금호워터폴리스공영차고지    | 12 (저상 4) | 단독운행                                                          |
| 356번     | 북구 조야동                          | 달서구 두류3동 두류역             | 달서구 도원동 월광수변공원              | 12 (저상 9) | 세한여객 공배                                                     |
| 623번     | 달성군 논공읍 금포리 달성군청        | 서구 평리3동 서구청               | 북구 검단동 금호워터폴리스공영차고지    | 15 (저상 9) | 세운버스 공배                                                     |
| 653번     | 달성군 화원읍 설화리                 | 중구 대신동 서문시장              | 북구 검단동 금호워터폴리스공영차고지    | 8 (저상 2)  | 남도버스, 해피투게더세한여객 공배                                 |
| 북구1번   | 북구 국우동 힐스테이트데시앙도남     | 북구 노원동3가 만평역             | 북구 검단동 금호워터폴리스공영차고지    | 7 (저상 5)  | 영진교통 공배                                                     |
| 가창2번   | 달성군 가창면 우록리, 단산리, 정대리 | 수성구 수성동4가 수성교           | 북구 칠성동2가 칠성고가하단             | 통합 8      | 단독운행                                                          |
| 8140번    | 수성구 지산1동 수성못역(TBC)         | 수성구 범어1동 범어역             | 동구 신암4동 동대구역                   | 1           | 달구벌버스, 세진교통, 광남자동차, 세왕교통 공배 주중 출근맞춤버스 |
| 예비차량  |                                      |                                   |                                         | 5           |                                                                   |
| 9종       |                                      |                                   |                                         | 88대        |                                                                   |

## 갤러리

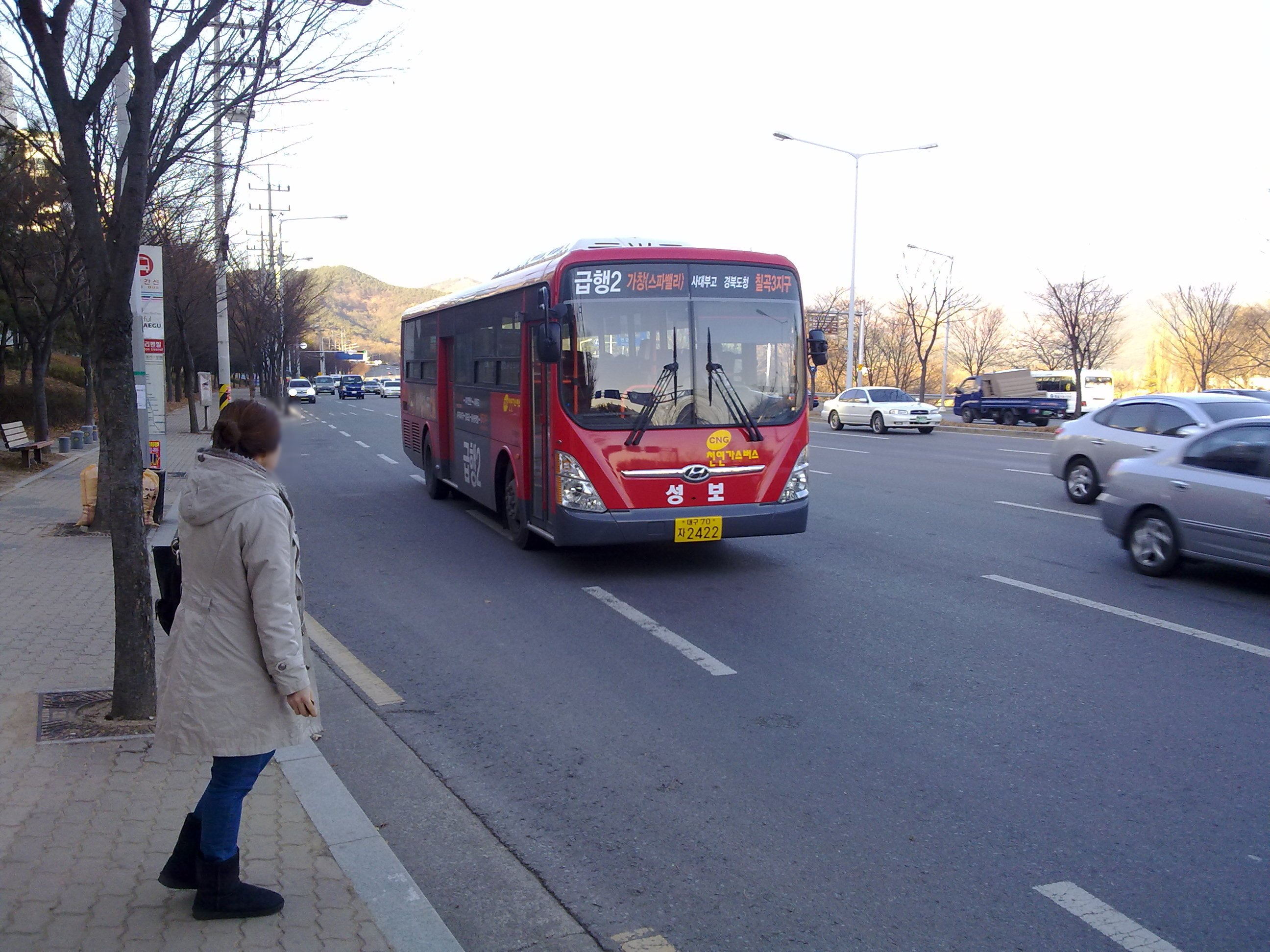
대구시내버스 급행2번 (대차 전)
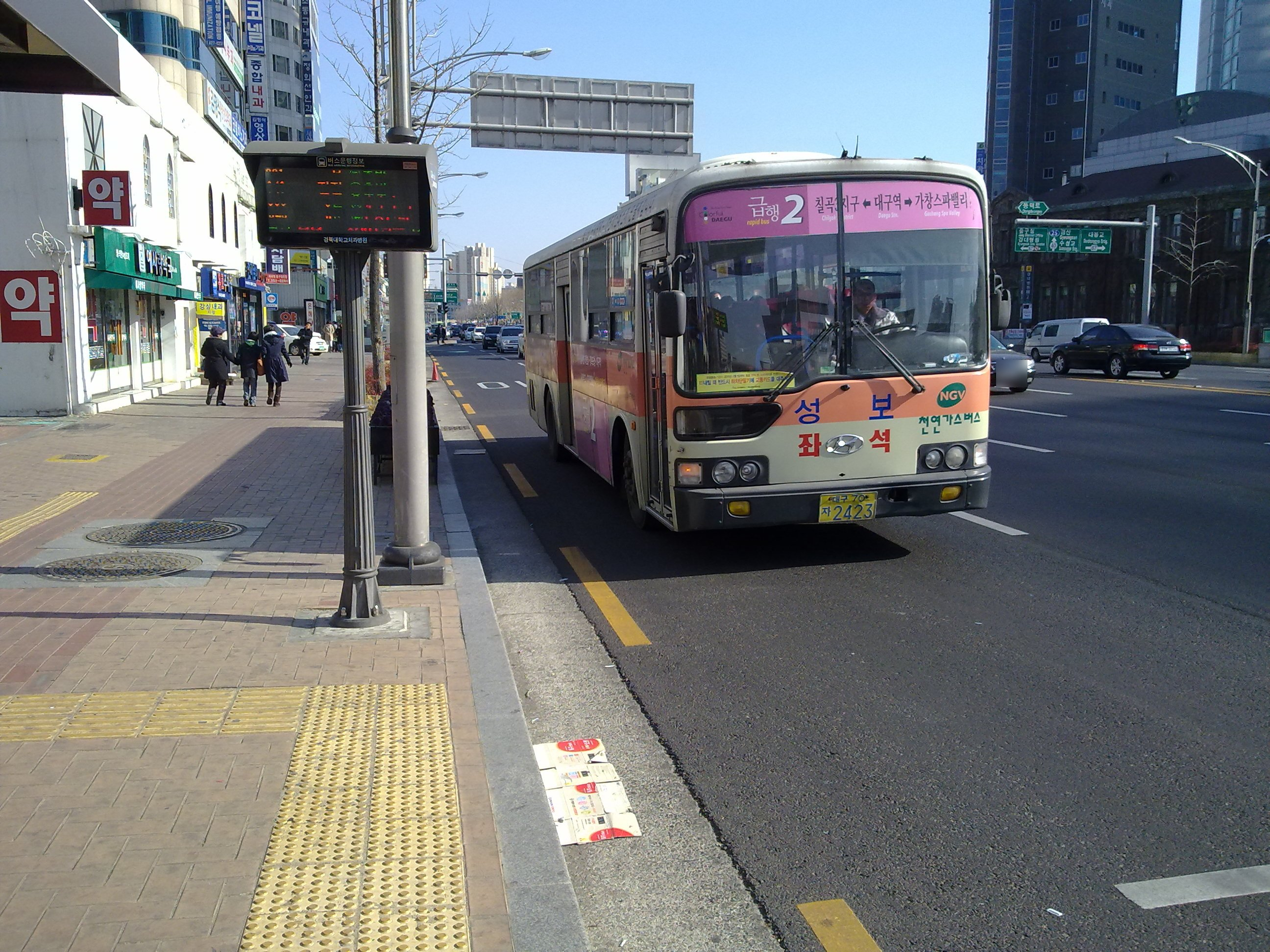
대구시내버스 급행2번 (대차 전)
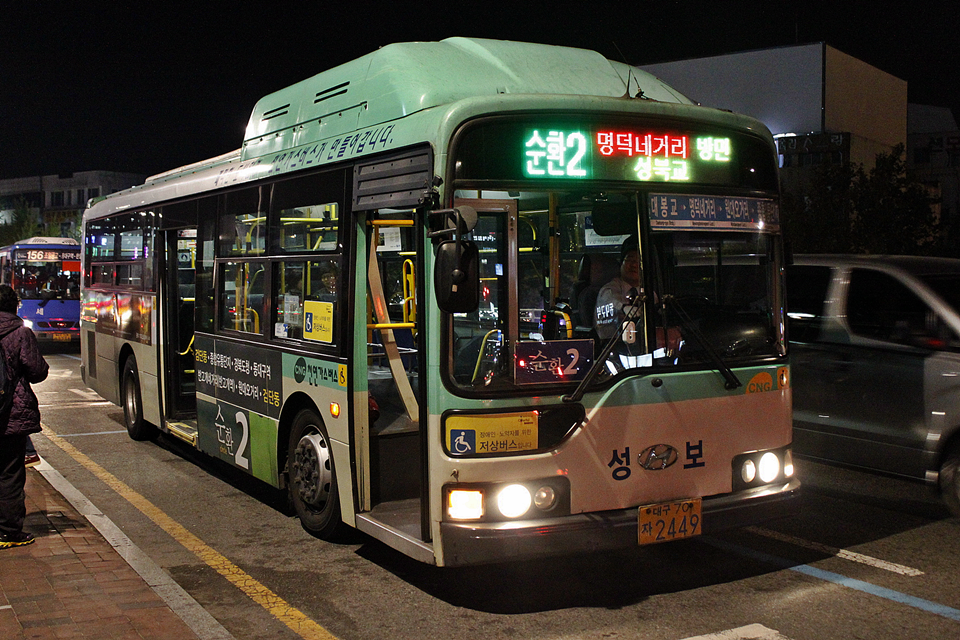
대구시내버스 순환2번 (대차 전)
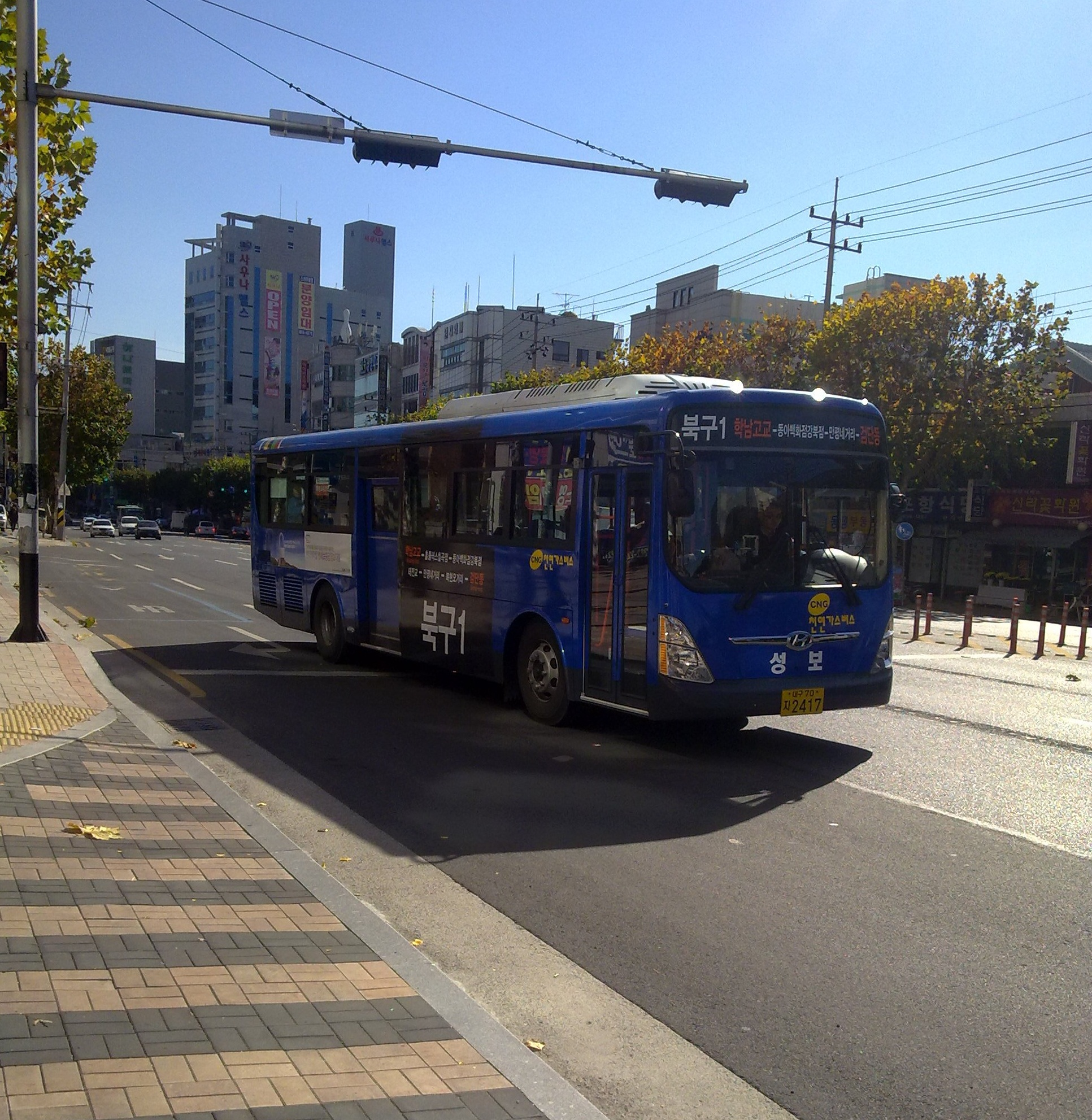
대구시내버스 북구1번 (대차 전)